# Ben Allal
Ben Allal (em árabe: بن علال) é uma cidade localizada na província de Aïn Defla, no norte da Argélia. Sua população era de  habitantes, em 2008.